# Danh sách đĩa nhạc của James Fauntleroy
Đây là đĩa nhạc của ca sĩ nhạc pop người Mỹ James Fauntleroy.

## Albums

### Extended plays
- String Theory Acoustic (2014)
- The Warmest Winter Ever II (2016)
- DOJO (2017)

### Mixtapes
- Leading By Example (2010)
- The Warmest Winter Ever (2014)
- The Coldest Summer Ever (2015)

## Đĩa đơn

### Là một nghệ sĩ nổi bật
| Title                                                                                    | Year | Peak chart positions | Peak chart positions | Album                    |
| Title                                                                                    | Year | US                   | US R&B               | Album                    |
| ---------------------------------------------------------------------------------------- | ---- | -------------------- | -------------------- | ------------------------ |
| "Know Bout Me" (Timbaland featuring Drake, Jay-Z and James Fauntleroy)                   | 2013 | —                    | 57                   | Đĩa đơn không phải Album |
| "—" biểu thị bản ghi không có bảng xếp hạng hoặc không được phát hành trong lãnh thổ đó. |      |                      |                      |                          |

## Các bài hát được xếp hạng khác
| Tiêu đề                                                                               | Năm  | Vị trí biểu đồ đỉnh | Vị trí biểu đồ đỉnh | Album               |
| Tiêu đề                                                                               | Năm  | US                  | US R&B              | Album               |
| ------------------------------------------------------------------------------------- | ---- | ------------------- | ------------------- | ------------------- |
| "Born Sinner" (J. Cole featuring James Fauntleroy)                                    | 2013 | —                   | 53                  | Born Sinner         |
| "How Much a Dollar Cost" (Kendrick Lamar featuring James Fauntleroy and Ronald Isley) | 2015 | 109                 | 40                  | To Pimp A Butterfly |
| "Girls Love Beyoncé" (Drake featuring James Fauntleroy)                               | 2019 | 105                 | —                   | Care Package        |
| "—" denotes a recording that did not chart or was not released in that territory.     |      |                     |                     |                     |

## Khách mời xuất hiện
| Tiêu đè                        | Năm  | Các nghệ sĩ                                                           | Album                                            |
| ------------------------------ | ---- | --------------------------------------------------------------------- | ------------------------------------------------ |
| "Love Don't Live Here No More" | 2006 | Snoop Dogg                                                            | Love Don't Live Here No More: Doggy Tales, Vol 1 |
| "Shades"                       | 2010 | Diddy-Dirty Money, Lil Wayne, Justin Timberlake & Bilal               | Last Train to Paris                              |
| "American Wedding"             | 2011 | Frank Ocean                                                           | nostalgia,ULTRA.                                 |
| "Clique"                       | 2012 | Kanye West, Big Sean & Jay-Z                                          | Cruel Summer                                     |
| "100"                          | 2012 | Big Sean, Kendrick Lamar & Royce da 5'9                               | Detroit                                          |
| "Other Bitch Callin'"          | 2012 | Travis Mills                                                          | Thrillionare                                     |
| "Woke Up"                      | 2013 | Big Sean, Say it Aint Tone, Early Mac & Mike Posner                   | Detroit                                          |
| "Drive"                        | 2013 | Travi$ Scott                                                          | Owl Pharaoh                                      |
| "Born Sinner"                  | 2013 | J. Cole                                                               | Born Sinner                                      |
| "No Wrong No Right"            | 2013 | Terrace Martin & Robert Glasper                                       | 3ChordFold                                       |
| "World Ablaze"                 | 2013 | Big Sean                                                              | Hall of Fame                                     |
| "If U Were Mine"               | 2013 | Nipsey Hussle & Sade                                                  | Crenshaw                                         |
| "Come Over"                    | 2013 | Nipsey Hussle                                                         | Crenshaw                                         |
| "Only When I Walk Away"        | 2013 | Justin Timberlake, Timbaland & Brenda Radney                          | The 20/20 Experience – 2 of 2                    |
| "Nate"                         | 2014 | Vince Staples                                                         | Shyne Coldchain Vol. 2                           |
| "Members Only"                 | 2014 | HS87, Hit-Boy, Audio Push, B-Mac the Queen, Kent M$NEY & K. Roosevelt | We the Plug                                      |
| "Deeper"                       | 2014 | Omarion                                                               | Sex Playlist                                     |
| "It's Yours"                   | 2014 | Terrace Martin, Robert Glasper & Thundercat                           | 3ChordFold Pulse                                 |
| "Smokin' in my Car"            | 2014 | Jade de LaFleur                                                       | Jaded                                            |
| "How Much a Dollar Cost?"      | 2015 | Kendrick Lamar & Ronald Isley                                         | To Pimp a Butterfly                              |
| "West Side Highway"            | 2015 | A$AP Rocky                                                            | At. Long. Last. ASAP                             |
| "For the World"                | 2015 | The Internet                                                          | Ego Death                                        |
| "Desperado"                    | 2016 | Rihanna                                                               | Anti                                             |
| "Change Things"                | 2016 | Ingrid                                                                | Trill Feels                                      |
| "Another Summer"               | 2016 | DJ Mustard, Rick Ross & John Legend                                   | Cold Summer                                      |
| "Charleville 9200"             | 2016 | Snoh Aalegra                                                          | Don't Explain                                    |
| "Wavy (Interlude)"             | 2017 | SZA                                                                   | Ctrl                                             |
| "Legacy"                       | 2017 | Jay-Z                                                                 | 4:44                                             |
| "Finesse"                      | 2018 | Drake                                                                 | Scorpion                                         |
| "March 14"                     | 2018 | Drake                                                                 | Scorpion                                         |
| "Girls Love Beyoncé"           | 2019 | Drake                                                                 | Care Package                                     |
| "The Wave"                     | 2021 | Amorphous, Brandy                                                     | Things Take Shape                                |
| "On My Mind"                   | 2021 | Snoh Aalegra                                                          | Temporary Highs in the Violet Skies              |

## Viết danh sách đĩa nhạc
Danh sách này không đầy đủ, bạn cũng có thể giúp mở rộng danh sách.
Viết các khoản tín dụng phỏng theo ASCAP.
| Bài hát                                                                            | Người biểu diễn         | Tín dụng                                                     | Album                                            |
| ---------------------------------------------------------------------------------- | ----------------------- | ------------------------------------------------------------ | ------------------------------------------------ |
| Fuel                                                                               | Mishon                  | Viết nhạc                                                    | Dorm Room Music                                  |
| Doorway                                                                            | Elliott Yamin           | Viết nhạc                                                    | Fight for Love                                   |
| Forever in You                                                                     | Elliott Yamin           | Viết nhạc                                                    | Fight for Love                                   |
| No Air (featuring. Chris Brown)                                                    | Jordin Sparks           | Đồng biên kịch                                               | Jordin Sparks                                    |
| Say (featuring. T-Pain)                                                            | Timbaland               | Đồng biên kịch                                               | Chưa phát hành                                   |
| I'm a Believer                                                                     | Timbaland               | Viết nhạc                                                    | Chưa phát hành                                   |
| Back Together                                                                      | Timbaland               | Viết nhạc                                                    | Chưa phát hành                                   |
| Musta' Heard                                                                       | "Uncle" Charlie Wilson  | Đồng biên kịch                                               | Uncle Charlie                                    |
| Can't Live Without You                                                             | "Uncle" Charlie Wilson  | Đồng biên kịch                                               | Uncle Charlie                                    |
| Love, Love, Love                                                                   | "Uncle" Charlie Wilson  | Đồng biên kịch                                               | Uncle Charlie                                    |
| Thinkin' of You                                                                    | "Uncle" Charlie Wilson  | Đồng biên kịch                                               | Uncle Charlie                                    |
| Drive                                                                              | Travi$ Scott            | Đồng biên kịch, Khách nổi bật                                | Owl Pharaoh                                      |
| Home                                                                               | Brandy                  | Viết nhạc                                                    | Chưa phát hành                                   |
| Who's the Loser Now?                                                               | Brandy                  | Viết nhạc                                                    | Chưa phát hành                                   |
| Drum Life                                                                          | Brandy                  | Viết nhạc                                                    | Chưa phát hành                                   |
| Stand Back                                                                         | Brandy                  | Viết nhạc                                                    | Chưa phát hành                                   |
| Long Distance                                                                      | Brandy                  | Sản xuất giọng hát                                           | Human                                            |
| Torn Down                                                                          | Brandy                  | Đòng biên kịch & Sản xuất giọng hát                          | Human                                            |
| Sweet Revenge                                                                      | Chris Cornell           | Đồng biên kịch và Hát sao lưu                                | Scream                                           |
| Get Up                                                                             | Chris Cornell           | Đồng biên kịch và Hát sao lưu                                | Scream                                           |
| Do Me Wrong                                                                        | Chris Cornell           | style="text-align:center;"Đồng biên kịch                     | Scream                                           |
| Stop Me                                                                            | Chris Cornell           | Đồng biên kịch và Hát sao lưu                                | Scream                                           |
| Shades (featuring. Lil Wayne, Justin Timberlake, Bilal & James Fauntleroy)         | Diddy-Dirty Money       | Co-Writer, featured vocals, vocal production, backing vocals | Last Train to Paris                              |
| Angels (featuring. The Notorious B.I.G. & Rick Ross)                               | Diddy-Dirty Money       | Đồng biên kịch                                               | Last Train to Paris                              |
| First Place Loser                                                                  | Diddy-Dirty Money       | Đồng biên kịch                                               | Last Train to Paris                              |
| Running                                                                            | David Archuleta         | Đồng biên kịch                                               | David Archuleta                                  |
| My Hands                                                                           | David Archuleta         | Đồng biên kịch                                               | David Archuleta                                  |
| Zero Gravity                                                                       | David Archuleta         | Đồng biên kịch                                               | Unreleased                                       |
| One                                                                                | Dan Talevski            | Đồng biên kịch                                               | Unreleased                                       |
| Paparazzi                                                                          | James Fauntleroy        | Viết nhạc                                                    | Unreleased                                       |
| Best Part                                                                          | James Fauntleroy        | Viết nhạc                                                    | Unreleased                                       |
| Baby                                                                               | James Fauntleroy        | Đồng biên kịch                                               | Unreleased                                       |
| All About You (featuring. Alain Whyte)                                             | James Fauntleroy        | Đồng biên kịch                                               | Unreleased                                       |
| Bad Prayer                                                                         | James Fauntleroy        | Đồng biên kịch                                               | Unreleased                                       |
| Just Me & You                                                                      | James Fauntleroy        | Viết nhạc                                                    | Unreleased                                       |
| Make Your Body Talk to Me (Choreography)                                           | James Fauntleroy        | Viết nhạc                                                    | Unreleased                                       |
| Starlight                                                                          | Denise Lara             | Viết nhạc                                                    | Unreleased                                       |
| Walls Up                                                                           | Tynisha Keli            | Viết nhạc                                                    | The Chronicles of TK                             |
| Dynamite                                                                           | J.A.G.                  | Đồng biên kịch                                               | Unreleased                                       |
| Bigger than the World (featuring. Justin Timberlake)                               | Esmée Denters           | Đồng biên kịch                                               | Outta Here                                       |
| Follow My Lead (featuring. Justin Timberlake)                                      | Esmée Denters           | Đồng biên kịch                                               | Outta Here                                       |
| Get at Ya'                                                                         | Chris Brown             | Đồng biên kịch                                               | Exclusive                                        |
| Help Me                                                                            | Chris Brown             | Đồng biên kịch                                               | Exclusive                                        |
| Lottery                                                                            | Chris Brown             | Viết nhạc                                                    | Exclusive                                        |
| Take You Down                                                                      | Chris Brown             | Viết nhạc                                                    | Exclusive                                        |
| Superhuman (featuring. Keri Hilson)                                                | Chris Brown             | Viết nhạc                                                    | Exclusive: The Forever Edition                   |
| I Lost You                                                                         | Katharine McPhee        | Viết nhạc                                                    | Chưa phát hành                                   |
| Just Let Me Know                                                                   | Katharine McPhee        | Viết nhạc                                                    | Chưa phát hành                                   |
| The Dreamer (featuring. Maya Angelou)                                              | Common                  | Đồng biên kịch                                               | The Dreamer/The Believer                         |
| The Neighborhood (featuring. Lil' Herb & Cocaine 80s)                              | Common                  | Đồng biên kịch và Giọng ca nổi bật                           | Nobody's Smiling                                 |
| Young Hearts Run Free (featuring. Cocaine 80s)                                     | Common                  | Đồng biên kịch và Giọng ca nổi bật                           | Nobody's Smiling                                 |
| Einstein                                                                           | Kelly Clarkson          | Đồng biên kịch                                               | Stronger                                         |
| Born Sinner                                                                        | J. Cole                 | Đồng biên kịch và Kết hợp                                    | Born Sinner                                      |
| Disappearing Acts                                                                  | Ginuwine                | Đồng biên kịch và khách mời                                  | Unreleased                                       |
| Winner (featuring. Justin Timberlake & T.I.)                                       | Jamie Foxx              | Đồng biên kịch, Đồng sản xuất                                | Best Night of My Life                            |
| Nate                                                                               | Vince Staples           | Đồng biên kịch/ Kết hợp                                      | Shyne Coldchain Vol. 2                           |
| If U Were Mine (featuring. Sade & James Fauntleroy)                                | Nipsey Hussle           | Đồng biên kịch/ Kết hợp                                      | Crenshaw                                         |
| Come Over                                                                          | Nipsey Hussle           | Đồng biên kịch/ Kết hợp                                      | Crenshaw                                         |
| No Wrong, No Right (featuring. Robert Glasper & James Fauntleroy)                  | Terrace Martin          | Đồng biên kịch/ Kết hợp                                      | 3ChordFold                                       |
| Wrong Way                                                                          | Lalah Hathaway          | Đồng biên kịch                                               | Where it all Begins                              |
| Mannequin                                                                          | Britney Spears          | Co-Writer, backing vocals                                    | Circus                                           |
| Twisted                                                                            | New Kids On The Block   | Writer                                                       | The Block                                        |
| What If?                                                                           | SoShy                   | Đồng biên kịch                                               | Crack the Code                                   |
| Don't Let Me Down                                                                  | Leona Lewis             | Writer                                                       | Echo                                             |
| Love Sex Magic (featuring. Justin Timberlake)                                      | Ciara                   | Đồng biên kịch                                               | Fantasy Ride                                     |
| Magic (Demo)                                                                       | Justin Timberlake       | Đồng biên kịch                                               | Unreleased                                       |
| If I (featuring. T.I.)                                                             | Justin Timberlake       | Đồng biên kịch                                               | The King's Men Mixtape                           |
| Te Amo                                                                             | Rihanna                 | Đồng biên kịch                                               | Rated R                                          |
| Wait Your Turn                                                                     | Rihanna                 | Đồng biên kịch                                               | Rated R                                          |
| Fire Bomb                                                                          | Rihanna                 | Đồng biên kịch                                               | Rated R                                          |
| G4L                                                                                | Rihanna                 | Đồng biên kịch                                               | Rated R                                          |
| Cold Case Love                                                                     | Rihanna                 | Đồng biên kịch                                               | Rated R                                          |
| The Last Song                                                                      | Rihanna                 | Đồng biên kịch                                               | Rated R                                          |
| Get It Over With                                                                   | Rihanna                 | Đồng biên kịch                                               | Rated R                                          |
| Hole in My Head (featuring Justin Timberlake)                                      | Rihanna                 | Đồng biên kịch                                               | Rated R                                          |
| Dying for Your Love (featuring. James Fauntleroy)                                  | Frank Ocean             | Featured Artist                                              | Unreleased                                       |
| American Wedding                                                                   | Frank Ocean             | Producer                                                     | nostalgia,ULTRA.                                 |
| Fertilizer                                                                         | Frank Ocean             | Writer                                                       | channel ORANGE                                   |
| Fertilizer                                                                         | James Fauntleroy        | Writer, Original artist                                      | Unreleased                                       |
| They Don't Know                                                                    | Alexandra Burke         | Writer                                                       | Overcome                                         |
| The Beginning...                                                                   | John Legend             | Writer                                                       | Love in the Future                               |
| Hold on Longer                                                                     | John Legend             | Writer                                                       | Love in the Future                               |
| What if I Told You? (Interlude)                                                    | John Legend             | Writer                                                       | Love in the Future                               |
| Pusher Love Girl                                                                   | Justin Timberlake       | Đồng biên kịch                                               | The 20/20 Experience                             |
| Suit & Tie (featuring. Jay-Z & Timbaland)                                          | Justin Timberlake       | Đồng biên kịch                                               | The 20/20 Experience                             |
| Don't Hold the Wall (featuring. Timbaland)                                         | Justin Timberlake       | Đồng biên kịch                                               | The 20/20 Experience                             |
| Strawberry Bubblegum (featuring. Timbaland)                                        | Justin Timberlake       | Đồng biên kịch                                               | The 20/20 Experience                             |
| Tunnel Vision (featuring. Timbaland)                                               | Justin Timberlake       | Đồng biên kịch                                               | The 20/20 Experience                             |
| Spaceship Coupe                                                                    | Justin Timberlake       | Đồng biên kịch                                               | The 20/20 Experience                             |
| That Girl (featuring. Timbaland & The Tennessee Kids)                              | Justin Timberlake       | Đồng biên kịch                                               | The 20/20 Experience                             |
| Let the Groove Get In                                                              | Justin Timberlake       | Đồng biên kịch                                               | The 20/20 Experience                             |
| Mirrors                                                                            | Justin Timberlake       | Đồng biên kịch                                               | The 20/20 Experience                             |
| Blue Ocean Floor                                                                   | Justin Timberlake       | Đồng biên kịch                                               | The 20/20 Experience                             |
| Dress On (featuring. Timbaland)                                                    | Justin Timberlake       | Đồng biên kịch                                               | The 20/20 Experience                             |
| Body Count (featuring. Timbaland)                                                  | Justin Timberlake       | Đồng biên kịch                                               | The 20/20 Experience                             |
| Gimme What I Don't Know (I Want) (featuring. Timbaland)                            | Justin Timberlake       | Đồng biên kịch                                               | The 20/20 Experience – 2 of 2                    |
| Cabaret (featuring. Drake & Timbaland)                                             | Justin Timberlake       | Đồng biên kịch                                               | The 20/20 Experience – 2 of 2                    |
| TKO (featuring. Timbaland)                                                         | Justin Timberlake       | Đồng biên kịch                                               | The 20/20 Experience – 2 of 2                    |
| Take Back the Night (featuring. Timbaland)                                         | Justin Timberlake       | Đồng biên kịch                                               | The 20/20 Experience – 2 of 2                    |
| Murder (featuring. Jay-Z & Timbaland)                                              | Justin Timberlake       | Đồng biên kịch                                               | The 20/20 Experience – 2 of 2                    |
| Drink You Away                                                                     | Justin Timberlake       | Đồng biên kịch                                               | The 20/20 Experience – 2 of 2                    |
| You Got it On                                                                      | Justin Timberlake       | Đồng biên kịch                                               | The 20/20 Experience – 2 of 2                    |
| Amnesia                                                                            | Justin Timberlake       | Đồng biên kịch                                               | The 20/20 Experience – 2 of 2                    |
| Only When I Walk Away (featuring. Timbaland, Brenda Radney & James Fauntleroy)     | Justin Timberlake       | Đồng biên kịch, featured artist, backing vocals              | The 20/20 Experience – 2 of 2                    |
| Not a Bad Thing                                                                    | Justin Timberlake       | Đồng biên kịch                                               | The 20/20 Experience – 2 of 2                    |
| Blindness                                                                          | Justin Timberlake       | Đồng biên kịch                                               | The 20/20 Experience – 2 of 2                    |
| Electric Lady (featuring. Timbaland)                                               | Justin Timberlake       | Đồng biên kịch                                               | The 20/20 Experience – 2 of 2                    |
| TKO (Black Friday Remix) (featuring. J. Cole, A$AP Rocky & Pusha T)                | Justin Timberlake       | Đồng biên kịch                                               | TKO                                              |
| Bank Robber (featuring. James Fauntleroy)                                          | Justin Timberlake       | Featured guest, Đồng biên kịch, vocal producer               | Unreleased                                       |
| Part II (On the Run) (featuring Beyoncé Knowles)                                   | Jay-Z                   | Đồng biên kịch                                               | Magna Carta... Holy Grail                        |
| Just in Love                                                                       | Joe Jonas               | Đồng biên kịch                                               | Fastlife                                         |
| Fastlife                                                                           | Joe Jonas               | Đồng biên kịch                                               | Fastlife                                         |
| Sorry                                                                              | Joe Jonas               | Đồng biên kịch                                               | Fastlife                                         |
| Dedicated (featuring. Nas)                                                         | Mariah Carey            | Đồng biên kịch, Background Vocals                            | Me. I Am Mariah... The Elusive Chanteuse         |
| Sinatra in the Sands (featuring. Justin Timberlake, Timbaland & Jay-Z)             | Nas                     | Đồng biên kịch                                               | TBA                                              |
| Know 'Bout Me (featuring. Jay-Z, Drake & James Fauntleroy)                         | Timbaland               | Backing vocals, Guest vocals & Đồng biên kịch                | Non-Album Single                                 |
| Clique (featuring. Jay-Z)                                                          | GOOD Music              | Backing vocals, Guest vocals & Đồng biên kịch                | Cruel Summer                                     |
| Higher (featuring. Ma$e & Cocaine 80s)                                             | GOOD Music              | Backing vocals, Guest vocals & Đồng biên kịch                | Cruel Summer                                     |
| The One (featuring. 2 Chainz & Marsha Ambrosius)                                   | GOOD Music              | Đồng biên kịch, backing vocals                               | Cruel Summer                                     |
| Free Fall                                                                          | Beyoncé Knowles         | Đồng biên kịch                                               | Unreleased                                       |
| Blow                                                                               | Beyoncé Knowles         | Đồng biên kịch                                               | BEYONCÉ                                          |
| No Angel                                                                           | Beyoncé Knowles         | Đồng biên kịch                                               | BEYONCÉ                                          |
| Nothing is Stopping You                                                            | Big Sean                | Backing vocals, guest vocals (Uncredited)                    | Hall of Fame                                     |
| Fire                                                                               | Big Sean                | Backing vocals, guest vocals (Uncredited)                    | Hall of Fame                                     |
| Sierra Leone                                                                       | Big Sean                | Backing vocals, guest vocals (Uncredited)                    | Hall of Fame                                     |
| World Ablaze                                                                       | Big Sean                | Đồng biên kịch & Featured guest                              | Hall of Fame                                     |
| All Figured Out                                                                    | Big Sean                | Backing vocals, guest vocals (Uncredited)                    | Hall of Fame                                     |
| Woke Up" (featuring. Say it Ain't Tone, Early Mac, Mike Posner & James Fauntleroy) | Big Sean                | Đồng biên kịch & Featured guest                              | Detroit                                          |
| It's Yours" (featuring. Robert Glasper, James Fauntleroy & Thundercat)             | Terrace Martin          | Đồng biên kịch & Featured guest                              | 3ChordFold Pulse                                 |
| These Walls (featuring. Bilal, Anna Wise & Thundercat)                             | Kendrick Lamar          | Đồng biên kịch & backing vocals                              | To Pimp a Butterfly                              |
| How Much a Dollar Cost? (featuring. James Fauntleroy & Ronald Isley)               | Kendrick Lamar          | Đồng biên kịch, Giọng ca nổi bật                             | To Pimp a Butterfly                              |
| The Blacker the Berry (featuring. Assassin)                                        | Kendrick Lamar          | Backing Vocals                                               | To Pimp a Butterfly                              |
| Mortal Man                                                                         | Kendrick Lamar          | Backing Vocals                                               | To Pimp a Butterfly                              |
| California Roll (featuring. Stevie Wonder & Pharrell Williams)                     | Snoop Dogg              | Đồng biên kịch                                               | BUSH                                             |
| Resistance (featuring Jhené Aiko)                                                  | Hudson Mohawke          | Đồng biên kịch                                               | Lantern                                          |
| Might Be Wrong (featuring Haneef Talib & eeeeeeee)                                 | Vince Staples           | Đồng biên kịch, Giọng ca nổi bật                             | Summertime '06                                   |
| LA (featuring. Kendrick Lamar & James Fauntleroy)                                  | Ty Dolla $ign           | Đồng biên kịch, Giọng ca nổi bật                             | Free TC                                          |
| For the World (featuring. James Fauntleroy)                                        | The Internet            | Đồng biên kịch, Giọng ca nổi bật                             | Ego Death                                        |
| Partners in Crime: Part Three                                                      | The Internet            | Đồng biên kịch                                               | Ego Death                                        |
| Work from Home (featuring. B.o.B)                                                  | Jordin Sparks           | Đồng biên kịch                                               | Right Here Right Now                             |
| Right Here Right Now                                                               | Jordin Sparks           | Đồng biên kịch                                               | Right Here Right Now                             |
| James Joint                                                                        | Rihanna                 | Đồng biên kịch                                               | Anti                                             |
| Desperado                                                                          | Rihanna                 | Đồng biên kịch, Giọng ca nổi bật                             | Anti                                             |
| Higher                                                                             | Rihanna                 | Đồng biên kịch                                               | Anti                                             |
| Close to You                                                                       | Rihanna                 | Đồng biên kịch                                               | Anti                                             |
| Another Summer (featuring Rick Ross, John Legend & James Fauntleroy)               | DJ Mustard              | Đồng biên kịch & Giọng ca nổi bật                            | Cold Summer                                      |
| Chunky                                                                             | Bruno Mars              | Đồng biên kịch                                               | 24K Magic                                        |
| Perm                                                                               | Bruno Mars              | Đồng biên kịch                                               | 24K Magic                                        |
| That's What I Like                                                                 | Bruno Mars              | Đồng biên kịch                                               | 24K Magic                                        |
| Versace on the Floor                                                               | Bruno Mars              | Đồng biên kịch                                               | 24K Magic                                        |
| Straight Up & Down                                                                 | Bruno Mars              | Đồng biên kịch                                               | 24K Magic                                        |
| Calling All My Lovelies                                                            | Bruno Mars              | Đồng biên kịch                                               | 24K Magic                                        |
| Finesse                                                                            | Bruno Mars              | Đồng biên kịch                                               | 24K Magic                                        |
| Finesse (Remix) (featuring Cardi B)                                                | Bruno Mars              | Đồng biên kịch                                               | Finesse (Remix)                                  |
| Armageddon                                                                         | Elijah Blake            | Đồng biên kịch                                               | Shadows & Diamonds                               |
| Wavy (Interlude) (featuring James Fauntleroy)                                      | SZA                     | Đồng biên kịch & Giọng ca nổi bật                            | Ctrl                                             |
| Legacy                                                                             | Jay-Z                   | Hát sao lưu                                                  | 4:44                                             |
| Filthy                                                                             | Justin Timberlake       | Đồng biên kịch                                               | Man of the Woods                                 |
| Young Man                                                                          | Justin Timberlake       | Đồng biên kịch                                               | Man of the Woods                                 |
| Finesse                                                                            | Drake                   | Đồng biên kịch                                               | Scorpion                                         |
| SoulMate                                                                           | Justin Timberlake       | Đồng biên kịch, Hát sao lưu                                  | TBA                                              |
| Please Me                                                                          | Cardi B & Bruno Mars    | Đồng biên kịch                                               | TBA                                              |
| True Kinda Love                                                                    | Estelle & Zach Callison | Đồng biên kịch                                               | Steven Universe: The Movie (Original Soundtrack) |
| Isn't It Love?                                                                     | Estelle                 | Đồng biên kịch                                               | Steven Universe: The Movie (Original Soundtrack) |
| Flux Capacitor                                                                     | Jay Electronica         | Đồng biên kịch                                               | A Written Testimony                              |
| Ezekiel's Wheel (featuring The-Dream)                                              | Jay Electronica         | Đồng biên kịch                                               | A Written Testimony                              |
| The Wave                                                                           | Amorphous, Brandy       | Đồng biên kịch                                               | Things Take Shape                                |